# Amblyosyllis vesiculosa
Amblyosyllis vesiculosa är en ringmaskart som beskrevs av Hartmann-Schröder 1989. Amblyosyllis vesiculosa ingår i släktet Amblyosyllis och familjen Syllidae. Inga underarter finns listade i Catalogue of Life.